# José Martís internationella flygplats
José Martís internationella flygplats (IATA: HAV, ICAO: MUHA) (spanska: Aeropuerto Internacional José Martí) (tidigare: Rancho-Boyeros flygplats) är en internationell flygplats belägen 15 km sydväst om Havanna, Kuba. Det är Kubas största internationella flygplats.
Flygplatsen är ett nav för flygbolagen Cubana de Aviación och Aerogaviota samt det före detta latinamerikanska navet för flygbolaget Aeroflot Soviet Airlines.
Flygplatsen är uppkallad efter José Martí.